# Camponotus bedoti
Camponotus bedoti är en myrart som beskrevs av Carlo Emery 1893. Camponotus bedoti ingår i släktet hästmyror, och familjen myror. Inga underarter finns listade.